# Норт Шор (Калифорнија)
Норт Шор (енгл. North Shore) насељено је место без административног статуса у америчкој савезној држави Калифорнија.

## Демографија
По попису из 2010. године број становника је 3.477.
| Група             | 2000.    | 2010.         |
| Белци             | 0 (0,0%) | 125 (3,6%)    |
| Афроамериканци    | 0 (0,0%) | 33 (0,9%)     |
| Азијати           | 0 (0,0%) | 18 (0,5%)     |
| Хиспаноамериканци | 0 (0,0%) | 3.313 (95,3%) |
| Укупно            | 0        | 3.477         |